# Frontière entre le Massachusetts et le New Hampshire

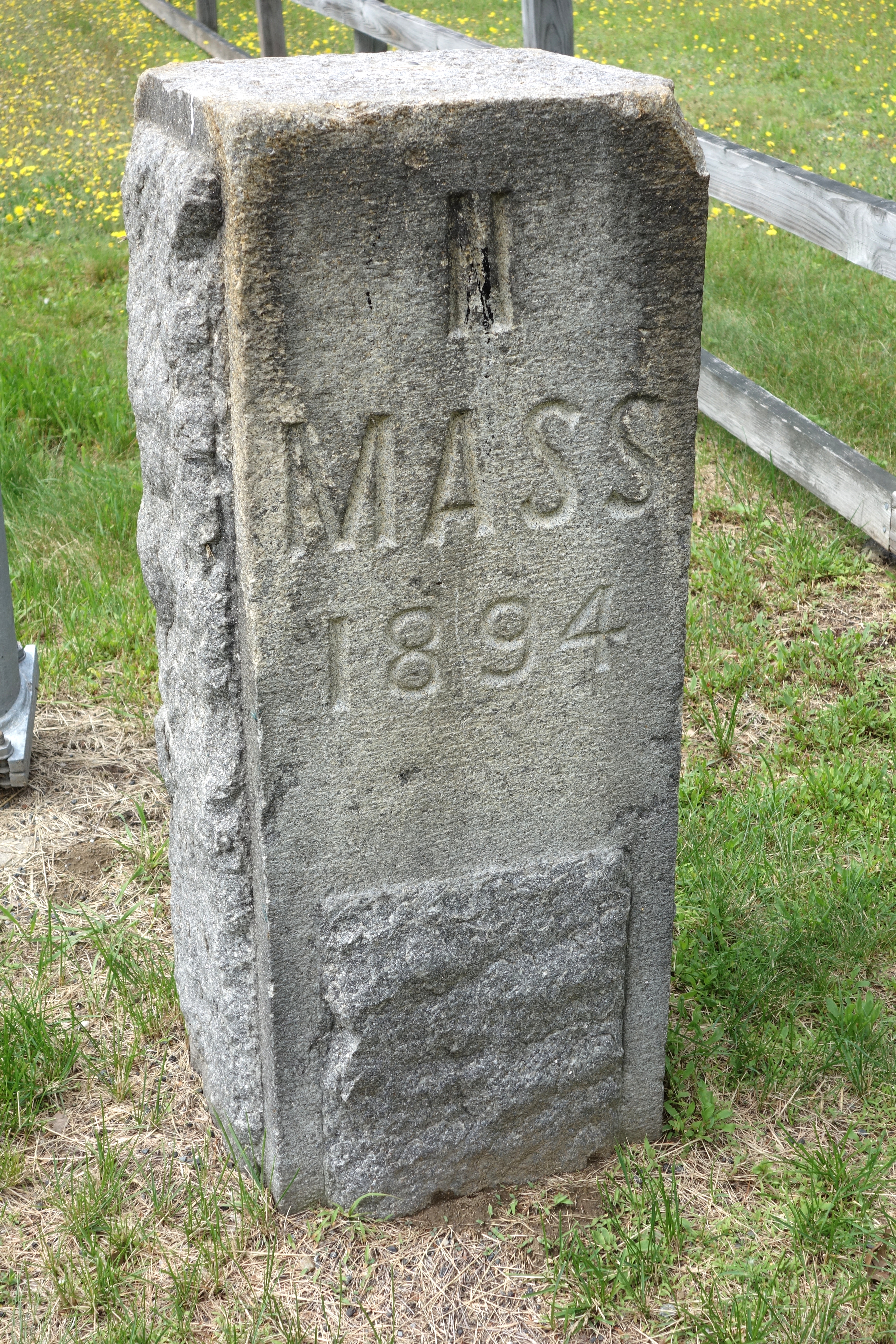
Une borne datant de 1894 marquant la frontière.

La frontière entre le New Hampshire et le Massachusetts est une frontière intérieure des États-Unis délimitant les territoires du New Hampshire à l'est et le Massachusetts à l'ouest.
Son tracé débute sur le fleuve Connecticut au niveau du parallèle 42° 43' nord qu'elle emprunte jusqu'au nord de la ville de Lowell et contourne par le nord les régions riveraines du fleuve Merrimack.

Celui-ci fut fixé définitivement en 1741, cinquante ans après le début d'une dispute frontalière (en) entre la province de la baie du Massachusetts et la province du New Hampshire. La première réclamant en vain que la frontière soit fixée une quinzaine de kilomètres plus au nord.